# 蓮蔵院 (葛飾区)
蓮蔵院（れんぞういん）は、東京都葛飾区にある真言宗豊山派の寺院。

## 歴史
戦国時代後期、宥賢法師（1564年寂）によって開山された。
現在の本尊は、地蔵菩薩であるが、かつては閻魔大王であった。祐厳住職の代の1712年（正徳2年）に地蔵菩薩像が持ち込まれて本尊となった。
現在の本堂は、1972年（昭和47年）に改築したものである。

## 交通アクセス
バス
* 京成バス水元公園バス停から徒歩で約4分 （経路案内）。
鉄道
* JR常磐線金町駅から徒歩で約20分 （経路案内）。